# Kaio de Almeida
Kaio Márcio Ferreira Costa de Almeida (ur. 19 października 1984 w João Pessoa) – brazylijski pływak, mistrz świata (basen 25 m).
Specjalizuje się w pływaniu stylem motylkowym. Jego największym dotychczasowym sukcesem jest złoty medal mistrzostw świata na krótkim basenie w Szanghaju w 2006 roku na dystansie 100 m tym stylem.
Siódmy zawodnik igrzysk olimpijskich w 2008 roku w Pekinie na dystansie 200 m stylem motylkowym.
Jest dwukrotnym mistrzem igrzysk panamerykańskich w 2007 roku na dystansie 100 i 200 m stylem motylkowym.